# اوغوزلار (اورتاکوی)
اوغوزلار (به ترکی استانبولی: Oğuzlar) یک منطقهٔ مسکونی در ترکیه است که در اورتاکوی (آق‌سرای) واقع شده‌است.